# Glodnica
Glodnica  (nemško Glödnitz) je občina na severu nekdanjega poselitvenega območja Slovanov v 6.-8. stoletju, v upravnem okraju Šentvid ob Glini (okraj) na Severnem Koroškem.

## Geografija

### Zemljepisna lega
Področje občine Glodnica se razteza ob gosto poraslih gozdovih doline rečice Glodnice, ki je pritok Krke na Koroškem v severozahodnih Krških Alpah. Fladniški prelaz na severu vodi v porečje reke Mure in njene doline na Štajersko. Občina Glodnica meji na koroške občine Motnica, Slovenj Grebinj, Prečpolje ob Krki, in Albek.

### Naselja v občini
Glodnica je enovita katastrska občina. Občino sestavlja naslednjih 19 naselbin ali vasi (s številom prebivalcev po stanju na 1. januarja 2015):
| - Stari trg (Altenmarkt) (116) - Potok (Bach) (15) - Brenitz (45) - Eden (18) - Blatnica (Flattnitz) (82) - Glodnica (Glödnitz) (329) - Grai (14) | - Hohenwurz (0) - Javornik (Jauernig) (6) - Mala Glodnica (Kleinglödnitz) (18) - Loka (Laas) (35) - Lassenberg (24) - Blato (Moos) (18) | - Rain (4) - Schattseite (8) - Torf (18) - Črešnje (Tschröschen) (11) - Weißberg (28) - Zauchwinkel (39) |

## Zgodovina
Po naselitvi Slovanov v Vzhodne Alpe je območje Glodniške doline postalo del samostojne slovanske kneževine Karantanije, zgodovinske in pravne predhodnice današnje dežele Koroške. O zgodnji in dolgotrajni slovenski poselitvi pričajo med ostalim tudi imena krajev, ki so skoraj izključno slovenskega izvora.
Čez Blatniški prelaz je v antiki vodila rimska cesta, in verjetno tudi antično posestvo mansio se je že nahajalo na območju Glodnice. Najzgodnejša pisna omemba Glodnice je iz leta 898, ko se omenja naselbina »Glodati«. Kapela, ki jo je podarila Ema Krška je omenjena leta 1043. Ta je bila kasneje prezidana v današnjo župnijsko cerkev Sv. Marjete. V srednjem veku so bile posesti v tem območju v lasti Krškega škofa, ki je zgradil podružnično cerkev s hospicem (in letnim letoviščem krških škofov) blizu Blatniškega prelaza.
Občina Glodnica je bila ustanovljena leta 1850. Od okoli leta 1920 je nekdaj kmetijsko območje pričelo z razvojem turizma, še posebej pozimi.